# ذا فريندشيب
ذا فريندشيب هي رواية قصيرة للأطفال من تأليف ميلدريد تايلور. نُشرت عام 1987 وتدور أحداثها في عام 1933 في ولاية ميسيسيبي، تتناول الرواية المعاملة غير العادلة للأمريكيين من أصل أفريقي.

## الملخص
السيد توم بي رجل أسود مسن، أنقذ حياة صاحب متجر أبيض مرتين عندما كان صبيًا. كان الصبي جون والاس ممتنًا وسمح للسيد بي بأن يناديه دائمًا باسمه الأول. ومع ذلك، بعد سنوات، لم يسمح السيد والاس للسيد بي أن يناديه بجون بينما يناديه هو وابنه توم، وهو الأمر الذي لا يستطيع فعل أي شيء حياله. يضعان صداقتهم في النهاية على المحك، وهو ما شهده أربعة أطفال سود. في وقت لاحق، أطلق جون والاس النار على السيد توم بي. يزحف السيد توم بي بعيدًا ويسب جون والاس ويرفض التخلي عن مناداته بجون.

## الاستقبال
كتب موقع مراجعات كيركس : "منذ بدايتها الهادئة، يتزايد التوتر بلا هوادة في هذه القصة المختصرة المصممة بعناية." و"رسومات جينسبيرغ بالأبيض والأسود رائعة، وشخصياتها الصلبة نُظمت ببراعة لنقل الدراما موثرة."  وهي أيضًا موضوع للدراسة في المدرسة.   

## الجوائز
- فازت بجائزة بوسطن غلوب-هورن للكتاب لعام 1988 [6]
- فازت بجائزة كوريتا سكوت كينغ لعام 1988 [7]